# U-469
Unterseeboot 469 foi um submarino alemão do Tipo VIIC, pertencente a Kriegsmarine que atuou durante a Segunda Guerra Mundial.

## Comandantes
| Comandante          | Data                                       |
| ------------------- | ------------------------------------------ |
| Oblt. Emil Claussen | 7 de outubro de 1942 - 25 de março de 1943 |

## Subordinação
Durante o seu tempo de serviço, esteve subordinado às seguintes flotilhas:
| Período                                   | Flotilha                                  |
| ----------------------------------------- | ----------------------------------------- |
| 7 de outubro de 1942 - 1 de março de 1943 | 5. Unterseebootsflottille (treinamento)   |
| 1 de março de 1943 - 25 de março de 1943  | 3. Unterseebootsflottille (serviço ativo) |